# Championnat DTM 2009
Navigation
Édition précédente Édition suivante

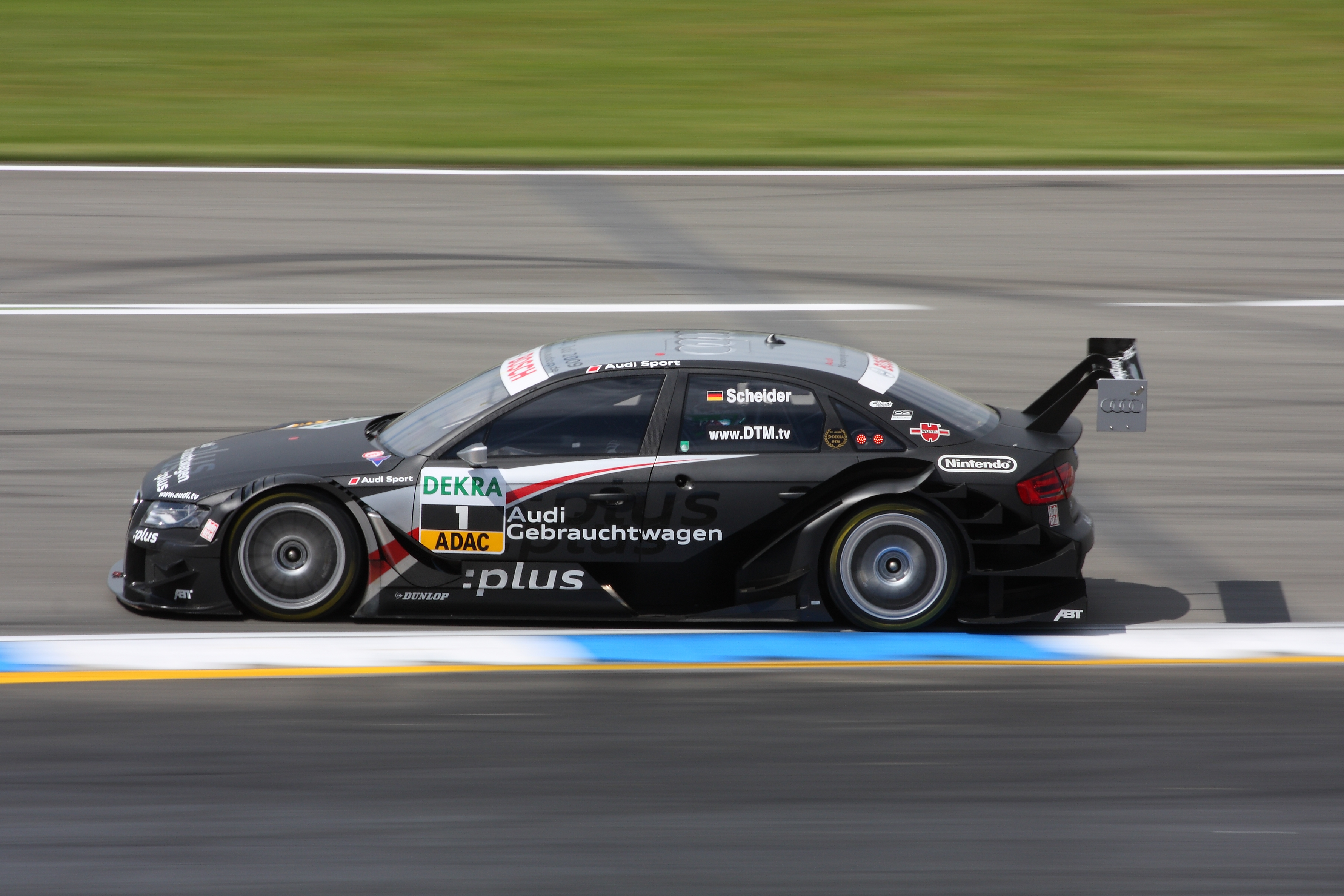
Timo Scheider, champion DTM 2009.

Le championnat DTM 2009 s'est déroulé du 17 mai au 25 octobre 2009, sur un total de 10 courses, et a été remporté par le pilote allemand Timo Scheider sur une Audi. 

## Engagés
| Constructeur  | Modèle                     | Écurie             | No. | Pilotes            | Manches   |
| ------------- | -------------------------- | ------------------ | --- | ------------------ | --------- |
| Audi          | Audi A4 DTM 2009           | Abt Sportsline     | 1   | Timo Scheider      | Toutes    |
| Audi          | Audi A4 DTM 2009           | Abt Sportsline     | 2   | Tom Kristensen     | Toutes    |
| Audi          | Audi A4 DTM 2009           | Abt Sportsline     | 5   | Mattias Ekström    | Toutes    |
| Audi          | Audi A4 DTM 2009           | Abt Sportsline     | 6   | Martin Tomczyk     | Toutes    |
| Audi          | Audi A4 DTM 2008           | Abt Sportsline     | 21  | Katherine Legge    | Toutes    |
| Audi          | Audi A4 DTM 2008           | Team Rosberg       | 11  | Mike Rockenfeller  | Toutes    |
| Audi          | Audi A4 DTM 2008           | Team Rosberg       | 12  | Markus Winkelhock  | Toutes    |
| Audi          | Audi A4 DTM 2008           | Team Phoenix       | 14  | Alexandre Prémat   | Toutes    |
| Audi          | Audi A4 DTM 2008           | Team Phoenix       | 15  | Oliver Jarvis      | Toutes    |
| Audi          | Audi A4 DTM 2007           | Kolles Futurecom   | 18  | Christian Bakkerud | 1–4, 6–10 |
| Audi          | Audi A4 DTM 2007           | Kolles Futurecom   | 19  | Johannes Seidlitz  | 1–2, 5–10 |
| Audi          | Audi A4 DTM 2007           | Kolles Futurecom   | 20  | Tomáš Kostka       | Toutes    |
| Mercedes-Benz | AMG-Mercedes C-Klasse 2009 | HWA Team           | 3   | Paul di Resta      | Toutes    |
| Mercedes-Benz | AMG-Mercedes C-Klasse 2009 | HWA Team           | 4   | Ralf Schumacher    | Toutes    |
| Mercedes-Benz | AMG-Mercedes C-Klasse 2009 | HWA Team           | 9   | Bruno Spengler     | Toutes    |
| Mercedes-Benz | AMG-Mercedes C-Klasse 2009 | HWA Team           | 10  | Gary Paffett       | Toutes    |
| Mercedes-Benz | AMG-Mercedes C-Klasse 2008 | Persson Motorsport | 7   | Jamie Green        | Toutes    |
| Mercedes-Benz | AMG-Mercedes C-Klasse 2008 | Persson Motorsport | 8   | Susie Stoddart     | Toutes    |
| Mercedes-Benz | AMG-Mercedes C-Klasse 2008 | Mücke Motorsport   | 16  | Maro Engel         | Toutes    |
| Mercedes-Benz | AMG-Mercedes C-Klasse 2008 | Mücke Motorsport   | 17  | Mathias Lauda      | Toutes    |

## Calendrier
| Épreuve | Circuit       | Date         | Pole Position   | Meilleur tour   | Vainqueur pilote | Vainqueur écurie   |
| ------- | ------------- | ------------ | --------------- | --------------- | ---------------- | ------------------ |
| 1       | Hockenheim    | 17 mai       | Mattias Ekström | Mattias Ekström | Tom Kristensen   | Abt Sportsline     |
| 2       | Lausitzring   | 31 mai       | Mattias Ekström | Jamie Green     | Gary Paffett     | HWA Team           |
| 3       | Norisring     | 28 juin      | Timo Scheider   | Katherine Legge | Jamie Green      | Persson Motorsport |
| 4       | Zandvoort     | 19 juillet   | Oliver Jarvis   | Mattias Ekström | Gary Paffett     | HWA Team           |
| 5       | Oschersleben  | 2 août       | Tom Kristensen  | Timo Scheider   | Timo Scheider    | Abt Sportsline     |
| 6       | Nürburgring   | 16 août      | Martin Tomczyk  | Mattias Ekström | Martin Tomczyk   | Abt Sportsline     |
| 7       | Brands Hatch  | 6 septembre  | Paul di Resta   | Paul di Resta   | Paul di Resta    | HWA Team           |
| 8       | Barcelone     | 20 septembre | Tom Kristensen  | Timo Scheider   | Timo Scheider    | Abt Sportsline     |
| 9       | Dijon-Prenois | 11 octobre   | Bruno Spengler  | Paul di Resta   | Gary Paffett     | HWA Team           |
| 10      | Hockenheim    | 25 octobre   | Mattias Ekström | Gary Paffett    | Gary Paffett     | HWA Team           |

## Classement des pilotes
| Position | Pilote            | Voiture (millésime) | Points |
| 1        | Timo Scheider     | Audi (2009)         | 64     |
| 2        | Gary Paffett      | Mercedes (2009)     | 59     |
| 3        | Paul di Resta     | Mercedes (2009)     | 45     |
| 4        | Mattias Ekström   | Audi (2009)         | 41     |
| =        | Bruno Spengler    | Mercedes (2009)     | 41     |
| 6        | Martin Tomczyk    | Audi (2009)         | 35     |
| 7        | Jamie Green       | Mercedes (2008)     | 27     |
| 8        | Tom Kristensen    | Audi (2009)         | 21     |
| 9        | Oliver Jarvis     | Audi (2008)         | 18     |
| 10       | Markus Winkelhock | Audi (2008)         | 11     |
| 11       | Ralf Schumacher   | Mercedes (2009)     | 9      |
| 12       | Maro Engel        | Mercedes (2008)     | 8      |
| 13       | Alexandre Prémat  | Audi (2008)         | 6      |
| 14       | Mike Rockenfeller | Audi (2008)         | 4      |
| 15       | Mathias Lauda     | Mercedes (2008)     | 1      |